# Mathias Osvath
Mathias Osvath, född den 14 februari 1974, är professor i kognitiv zoologi vid Lunds universitet i Sverige.
Han disputerade 2010 på en avhandling om primater. Hans inriktning är kognitiv zoologi, vilket innebär att jämföra kognitiva funktioner mellan olika djurarter i syfte att förstå hur den kognitiva evolutionen går till, som i sin tur ämnar leda till ökad förståelse för kognition som biologiskt fenomen. Han har bland annat forskat på schimpansen Santino vid Furuviksparken utanför Gävle, men också andra arter såsom kråkfåglar, krokodildjur, strutsfåglar och pungdjur.